# Metro Ligero de Antalya
El Metro Ligero de Antalya o AntRay es la red de metro ligero de la ciudad de Antalya, Turquía. Abierto al público en 2009, cuenta con una única línea de 11,1 km de longitud y 16 estaciones en su recorrido, dos de ellas subterráneas. 
Su recorrido se encuentra entre la estación de Fatih al noroeste atravesando el centro y la Otogar (terminal de buses) hasta Meydan en la zona este. Las tarjetas de transporte, las TL5 están disponibles en cada estación mayor.